# Menzoberranzan
Menzoberranzan es una ciudad-estado de ficción del universo de ficción de Reinos Olvidados, un escenario de campaña de Dungeons & Dragons. Es una ciudad famosa por ser el lugar de nacimiento de Drizzt Do'Urden, el protagonista de varias series de novelas del destacado autor de fantasía R. A. Salvatore (El elfo oscuro, El valle del viento helado, entre otras). Menzoberranzan también se ha convertido en un videojuego (del mismo nombre) y un juego de rol de mesa.
En relación con el universo de ficción, Menzoberranzan está situada en la llamada Infraoscuridad o Antípoda Oscura, una parte del mundo subterráneo compuesto de cavernas y cuevas y habitado por distintas criaturas; su posición aproximada en el mundo de los Reinos Olvidados es en la zona subterránea de la Marca Argentea, en la supraoscuridad (primera parte de la infraoscuridad).

## Trasfondo
La ciudad de Menzoberranzan se describe como  el arquetipo de una ciudad drow, dividida en grupos de casas nobles y gobernada por las sacerdotisas de Lloth. El asesinato y la traición son un modo de vida y todo drow aplaude cualquier signo de crueldad, un signo de buena crianza. La ciudad comercia con venenos, lagartos de monta, hongos, vino, agua y rollos de pergaminos con conjuros.
La ciudad está habitada por más de 24.000 drows, aparte de esclavos de distintas razas, entre ellas: orcos, razas trasgoides (osgos, trasgos y grandes trasgos), ogros, humanos, enanosn, etc.

## Política
El poder de la ciudad reside en las casas nobles y, más concretamente, en el consejo regente, formado por las ocho casas más poderosas de la ciudad. Cada casa está oficialmente gobernada por una mujer Drow, llamada matrona, que rinde culto a Lloth. Según el libro La morada no tiene por qué ser una gran sacerdotisa, pero lo normal es que lo sea. Los varones drows están en segundo plano y son prescindibles; su única esperanza de poder es avanzar en la sociedad drow, lo que se hace normalmente a base de conspiraciones, asesinatos, etc.

### Lugares de importancia
Altiplano Baenre:
El punto más alto de la ciudad y donde se sitúa la más grande de todas las casas drow de la ciudad, la casa Baenre. La casa Baenre está dirigida actualmente por Triel Baenre, después de que su madre fuera destruida por Bruenor Battlehammer, rey de Mithrill Hall. Triel tiene hermanos que ocupan altos cargos en la ciudad de Menzoberranzan: Quentel Baenre, suma sacerdotisa de Arach-Tinilith y Gomph Baenre, archimago de Menzoberranzan.
Tier Breche:
El recinto que guarda la Academia que consta de tres grandes edificaciones: Sorcere, la escuela de magos, Melee-Magthere, la escuela de guerreros y Arach-Tinilith, la escuela de sacerdotisas de Lloth.

## Personajes importantes
- Drizzt Do'Urden
- Zaknafein Do'Urden
- Jarlaxle
- Quentel Baenre
- Gomph Baenre
- Triel Baenre

## Apariciones
Menzoberranzan es el escenario en los libros La Morada, El Exilio, La Guerra de la reina araña (seis libros) y varias referencias en libros de Drizz't do'Urden posteriores.
- Datos: Q2345258